# Лихтенштейн, Рудольф фон
Князь (принц) Рудольф фон Лихтенштейн (нем. Rudolf von Liechtenstein ; 18 апреля 1838, Вена — 15 декабря 1908, Моравски-Крумлов) — австрийский оберст-гофмейстер (1896—1908), кавалер ордена Золотого руна и андреевский кавалер.

## Биография
Родился в 1838 году в Вене и был вторым сыном принца Карла фон Лихтенштейна (1790—1865) и его супруги Франциски, урожденной графини фон Врбна-Фройденталь (1799—1863). Имел шестерых сестёр и единственного старшего брата Карла (1827—1899).
Получив хорошее образование, Рудольф долгое время служил в австрийской армии, где достиг чина фельдмаршал-лейтенанта (генерал-лейтенанта).
В 1896 году он сменил скончавшегося принца Константина цу Гогенлоэ-Шиллингсфюрст в должности оберст-гофмейстера австрийского императорского двора. Должность оберст-гофмейстера в те годы являлась высшей в австрийской придворной иерархии, а имя Рудольфа фон Лихтенштейна упоминалось в придворных календарях на почётном месте — сразу же после членов императорской семьи и перед всеми остальными представителями австрийской аристократии.
При этом должность австрийского оберст-гофмейстера отнюдь не была синекурой. Оберст-гофмейстер отвечал за проведение приёмов и придворных церемоний, включая визиты иностранных монархов (такие, как визит царя Николая II в 1903 году), за управление императорскими дворцами, а также двумя венскими императорскими театрами. В последнем качестве Рудольф фон Лихтенштейн в 1897 назначил композитора Густава Малера первым дирижёром и директором Венской оперы.
Лихтенштейн и сам был талантливым композитором-любителем, автором мелодий нескольких песен на слова Вальтера фон дер Фогельвейде и Генриха Гейне.
В 1899 году после смерти брата Карла унаследовал титул принца и стал потомственным членом Палаты лордов. При этом он принял на себя все имущество моравско-крумловской ветви рода — четыре крупных поместья в Южной и Северной Моравии. 
За годы своей службы он был награждён высшими наградами Австро-Венгрии: орденом Золотого руна и венгерском орденом Святого Стефана, а также множеством иностранных орденов, включая российский орден Андрея Первозванного.
В последние годы жизни Рудольф фон Лихтенштейн часто болел и его замещал принц Альфред фон Монтенуово, внук вдовы Наполеона Марии-Луизы Австрийской и генерала Нейпперга.
Рудольф фон Лихтенштейн скончался в 1908 году в своём моравском имении и был похоронен в семейной усыпальнице там же. Принц Монтенуово сменил его в должности обер-гофмейстера. С его смертью моравско-крумловская ветвь Лихтенштейнов оборвалась, имущество было разделено между потомками его сестер.

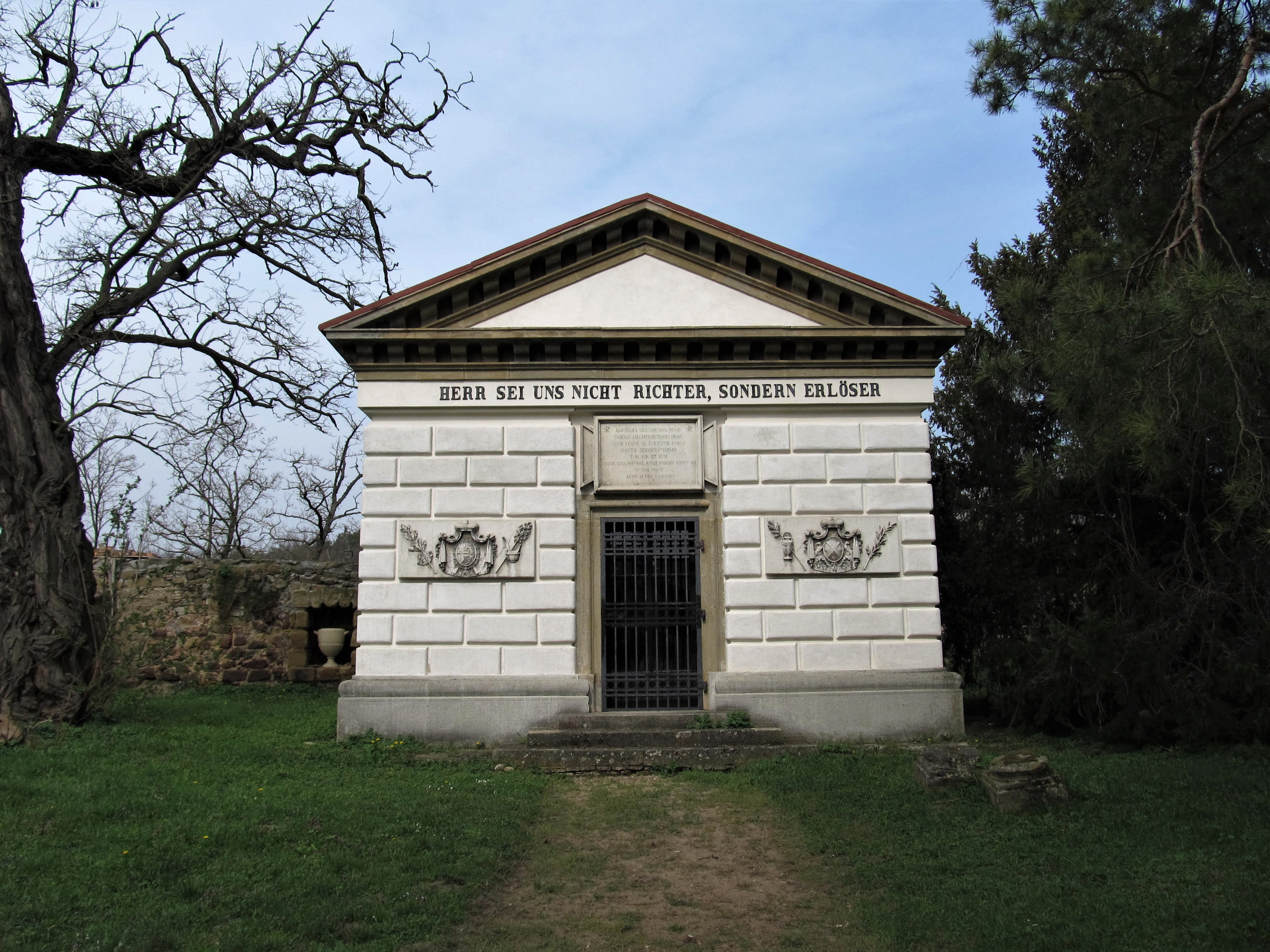
Усыпальница Лихтенштейнов в Моравски-Крумлов